# Cantó de Cerisiers
El cantó de Cerisiers és un cantó francès del departament del Yonne, a la regió de Borgonya - Franc Comtat. Està inclòs al districte de Sens, té 8 municipis i el cap cantonal és Cerisiers.

## Municipis
- Arces-Dilo ;
- Bœurs-en-Othe ;
- Cérilly ;
- Cerisiers ;
- Coulours ;
- Fournaudin ;
- Vaudeurs ;
- Villechétive.

## Història
| Data d'elecció                           | Identitat        | Partit                     | Qualitat |
| ---------------------------------------- | ---------------- | -------------------------- | -------- |
| 1945-1951                                | Gaston Gaudaire  | radical                    |          |
| 1951-19..                                | M. Fort          | Divers droite              |          |
| 19..-1985                                | M.Murat          | Divers droite              |          |
| 1985-2004                                | Hubert Kaelberer | UDF                        |          |
| 2004-                                    | Jean Marchand    | Divers droite, després UMP |          |
| les dades anteriors no són pas conegudes |                  |                            |          |
|                                          |                  |                            |          |

## Demografia
| A partir de 1990 : Població sense dobles comptes |